# Crevedia Mare
Crevedia Mare est une commune du județ de Giurgiu en Roumanie.